# マイク・マッカラム
マイク・マッカラム（Mike McCallum、1956年12月7日 - 2025年5月31日）は、ジャマイカの男性元プロボクサー。サリー郡キングストン出身。元WBA世界スーパーウェルター級王者、元WBA世界ミドル級王者、元WBC世界ライトヘビー級王者。世界3階級制覇王者。

## 来歴
1976年、ジャマイカ代表としてモントリオールオリンピックボクシングウェルター級に出場し、準々決勝で敗退した。
1981年2月19日、プロデビュー。
1982年11月13日、元WBA世界スーパーウェルター級王者アユブ・カルレ（ウガンダ）と対戦し、7回終了時TKO勝ち。
1984年10月19日、WBA世界スーパーウェルター級王座決定戦でショーン・マニオン（アイルランド）と対戦し、3-0の大差判定勝ち。全勝（22戦22勝）のまま世界王座を獲得した。
1986年8月23日、ジュリアン・ジャクソン（アメリカ）と対戦し、2回TKO勝ち。全勝同士の試合を制し、3度目の防衛に成功した。
1987年4月19日、元WBC世界ウェルター級王者ミルトン・マクローリー（アメリカ）と対戦し、10回TKO勝ちで5度目の防衛に成功。マクローリーの2階級制覇を阻止した。
1987年7月18日、元WBA・WBC・IBF世界ウェルター級統一王者ドナルド・カリー（アメリカ）と対戦し、5回KO勝ちで6度目の防衛に成功。カリーの2階級制覇を阻止した。
1987年8月、階級を上げるためWBA世界スーパーウェルター級王座を返上。
1988年3月5日、WBA世界ミドル級王者スンブ・カランベイ（イタリア）に挑戦し、0-3の判定負けで2階級制覇に失敗。プロキャリア初黒星を喫した。
1989年5月10日、WBA世界ミドル級王座決定戦でヘロール・グラハム（イングランド）と対戦し、2-1の判定勝ちで2階級制覇に成功した。
1990年2月3日、後の2階級制覇者スティーブ・コリンズ（アイルランド）と対戦し、3-0の判定勝ちで初防衛に成功した。
1991年4月1日、スンブ・カランベイと3年ぶりに再戦し、2-1の判定勝ちで雪辱を果たすとともに3度目の防衛に成功した。
1991年12月13日、IBF世界ミドル級王者ジェームズ・トニー（アメリカ）に挑戦し、1-1の判定ドローで王座獲得ならず。この試合は王座統一戦となるはずであったが、自身の持つWBA王座は試合前に剥奪された。
1992年8月29日、ジェームズ・トニーと再戦し、0-2の判定負けで王座獲得ならず。
1993年3月4日、階級を2つ上げWBC世界ライトヘビー級暫定王座決定戦でランドール・ヨンカー（アメリカ）と対戦し、5回TKO勝ちで3階級制覇に成功した。
1994年7月23日、WBC世界ライトヘビー級王座統一戦で正規王者ジェフ・ハーディング（オーストラリア）と対戦し、3-0の判定勝ちで正規王者となった。
1995年2月25日、カール・ジョーンズ（アメリカ）と対戦し、7回TKO勝ちで2度目の防衛に成功した。
1995年6月16日、ファブリス・ティオゾ（フランス）と対戦し、0-3の判定負けで王座から陥落した。
1996年11月22日、WBC世界ライトヘビー級暫定王座決定戦でロイ・ジョーンズ・ジュニア（アメリカ）と対戦し、0-3の大差判定負けで王座返り咲きならず。
1997年2月22日、WBU世界クルーザー級王座決定戦でジェームズ・トニー（アメリカ）と約6年ぶりに対戦し、0-3の判定負け。この試合を最後に引退した。
2025年5月31日、ジムへ行く途中に死去。68歳没。

## 獲得タイトル
- WBA世界スーパーウェルター級王座（防衛6=返上）
- WBA世界ミドル級王座（防衛3=剥奪）
- WBC世界ライトヘビー級暫定王座（防衛1=正規王座に認定）
- WBC世界ライトヘビー級王座（防衛0）